# Красница (Лодзинское воеводство)
Красни́ца — деревня в Польше, расположенная в Лодзинском воеводстве, Опочненский повят, гмина Опочно.

## История и владельцы
Первые известные владельца Красницы были Красницкие герба Равич. В справочнике Польского Королевства первый костел в Красницах был построен в 1440году. Вероятнее всего он был построен именно Красницкими. Это был костёл св. Андрея и представлял собой часовню. Около 1521 года был построен новый небольшой костёл (13,27 м. в длину, 6,64 м. в ширину и 4,74 м в высоту). С западной стороны находилась звонница. Видом сверху костёл свой формой был построен в форме креста. В костёле было икона Матери Божьей Честаховской. Под руководством нового ксёндза Казимира Подвысоцкого был построен новый костёл, начавшийся строиться в 1897. Костёл также был в форме креста, входом расположенный к востоку.
В 1975 — 1998 гг., как административная единица, относилась к Петроко́вскому воеводству.
Расположена на дороге №726 между Опочно и Иновлудз.